# Filemon Kosonocki
Filemon Włodzimierz Kosonocki (ur. ok. 1868, zm. 1933 w Wojciechowie) – urzędnik.

## Życiorys
W 1882 ukończył III klasę w C. K. Gimnazjum w Brodach z niemieckim językiem wykładowym. W okresie zaboru austriackiego w ramach autonomii galicyjskiej wstąpił do służby urzędniczej wymiaru sprawiedliwości Austro-Węgier. Był zatrudniony w C. K. Sądzie Powiatowym w Bohorodczanach, gdzie od około 1899 był kancelistą, a od około 1908 był oficjałem. Od około 1913 był oficjałem kancelaryjnym w urzędzie pomocniczym w C. K. Sądzie Obwodowym w Sanoku. Podczas I wojny światowej około 1917/1918 był tam wyższym oficjałem kancelaryjnym.
Filemon Kosonocki był żonaty z Olgą Kosonocką (ur. w Bohorodczanach, zmarła 1 listopada 1915 w Sanoku i pochowana na tamtejszym cmentarzu). Zmarł w 1933 w Wojciechowie.
Inny Włodzimierz Kosonocki, ur. ok. 1886, dziennikarz pochodzący z Grodysławic, na przełomie lat 20./30. sekretarz ukraińskiej reprezentacji w polskim parlamencie, w 1930 wybrany członkiem Państwowej Komisji Wyborczej z ramienia Klubu Ukraińskiego przed wyborami parlamentarnymi w 1930.

## Odznaczenia
austro-węgierskie
- Złoty Krzyż Zasługi Cywilnej z koroną na wstędze (przed 1918)[8]
- Krzyż Wojenny za Zasługi Cywilne III Klasy (23 kwietnia 1917)[7]
- Brązowy Medal Jubileuszowy Pamiątkowy dla Sił Zbrojnych i Żandarmerii (przed 1912)[4]
- Medal Jubileuszowy Pamiątkowy dla Cywilnych Funkcjonariuszów Państwowych (przed 1918)[8]
- Krzyż Jubileuszowy dla Cywilnych Funkcjonariuszów Państwowych (przed 1912)[4]